# Nick Smith
Nicholas Smith jr., detto Nick (Jacksonville, 18 aprile 2004), è un cestista statunitense, professionista nella NBA con gli Charlotte Hornets.

## Carriera
Dopo aver trascorso una stagione con gli Arkansas Razorback, nel 2023 si dichiara per il Draft NBA, venendo selezionato con la ventisettesima scelta assoluta dagli Charlotte Hornets.

## Statistiche

### College
| Anno      | Squadra         | PG | PT | MP   | TC%  | 3P%  | TL%  | RP  | AP  | PRP | SP  | PP   |
| --------- | --------------- | -- | -- | ---- | ---- | ---- | ---- | --- | --- | --- | --- | ---- |
| 2022-2023 | Ark. Razorbacks | 17 | 14 | 25,8 | 37,6 | 33,8 | 74,0 | 1,6 | 1,7 | 0,8 | 0,1 | 12,5 |
| Carriera  | Carriera        | 17 | 14 | 25,8 | 37,6 | 33,8 | 74,0 | 1,6 | 1,7 | 0,8 | 0,1 | 12,5 |

### NBA

#### Regular Season
| Anno      | Squadra           | PG  | PT | MP   | TC%  | 3P%  | TL%  | RP  | AP  | PRP | SP  | PP  |
| --------- | ----------------- | --- | -- | ---- | ---- | ---- | ---- | --- | --- | --- | --- | --- |
| 2023-2024 | Charlotte Hornets | 51  | 0  | 14,3 | 39,1 | 43,2 | 86,7 | 1,4 | 1,2 | 0,2 | 0,1 | 5,9 |
| 2024-2025 | Charlotte Hornets | 60  | 27 | 22,8 | 39,1 | 34,0 | 93,5 | 2,1 | 2,4 | 0,3 | 0,1 | 9,9 |
| Carriera  | Carriera          | 111 | 37 | 18,9 | 39,1 | 36,9 | 91,8 | 1,8 | 1,8 | 0,2 | 0,1 | 8,0 |

### G League
| Anno      | Squadra       | PG | PT | MP   | TC%  | 3P%  | TL%  | RP  | AP  | PRP | SP  | PP   |
| --------- | ------------- | -- | -- | ---- | ---- | ---- | ---- | --- | --- | --- | --- | ---- |
| 2023-2024 | Greens. Swarm | 7  | 7  | 26,4 | 42,7 | 44,0 | 40,0 | 2,9 | 4,0 | 0,6 | 0,1 | 17,1 |
| 2024-2025 | Greens. Swarm | 8  | 8  | 33,0 | 42,4 | 35,5 | 93,8 | 4,0 | 2,8 | 0,5 | 0,6 | 23,0 |
| Carriera  | Carriera      | 15 | 15 | 29,9 | 42,5 | 38,9 | 81,0 | 3,5 | 3,3 | 0,5 | 0,4 | 20,3 |

## Palmarès
- McDonald's All-American (2022)